# العلاقات الإثيوبية الليختنشتانية
العلاقات الإثيوبية الليختنشتانية هي العلاقات الثنائية التي تجمع بين إثيوبيا وليختنشتاين.

## مقارنة بين البلدين
هذه مقارنة عامة ومرجعية للدولتين:
| وجه المقارنة                                              | إثيوبيا                        | ليختنشتاين                                 |
| --------------------------------------------------------- | ------------------------------ | ------------------------------------------ |
| المساحة (كم2)                                             | 1.10 مليون                     | 16                                         |
| عدد السكان (نسمة)                                         | 104.96 مليون                   | 37.47 ألف                                  |
| الكثافة السكانية (ن./كم²)                                 | 95.42                          | 234.19 ألف                                 |
| العاصمة                                                   | أديس أبابا                     | فادوتس                                     |
| اللغة الرسمية                                             | اللغة الأمهرية                 | اللغة الألمانية                            |
| العملة                                                    | بير إثيوبي                     | فرنك سويسري                                |
| الناتج المحلي الإجمالي (بليون دولار)                      | 80.56 مليار                    | 6.29 مليار                                 |
| الناتج المحلي الإجمالي (تعادل القوة الشرائية) بليون دولار | 161.90 مليار                   |                                            |
| الناتج المحلي الإجمالي الاسمي للفرد دولار أمريكي          | 619                            |                                            |
| الناتج المحلي الإجمالي للفرد دولار أمريكي                 | 1.50 ألف                       |                                            |
| مؤشر التنمية البشرية                                      | 0.442                          | 0.908                                      |
| رمز المكالمات الدولي                                      | +251                           | +423                                       |
| رمز الإنترنت                                              | .et                            | .li                                        |
| المنطقة الزمنية                                           | ت ع م+03:00، توقيت شرق أفريقيا | توقيت وسط أوروبا، ت ع م+01:00، ت ع م+02:00 |

## منظمات دولية مشتركة
يشترك البلدان في عضوية مجموعة من المنظمات الدولية، منها:
| علم المنظمة | اسم المنظمة                   | تاريخ انضمام إثيوبيا | تاريخ انضمام ليختنشتاين |
| ----------- | ----------------------------- | -------------------- | ----------------------- |
|             | الاتحاد البريدي العالمي       | ?                    | ?                       |
|             | الاتحاد الدولي للاتصالات      | 20 فبراير 1932       | 25 يوليو 1963           |
|             | منظمة حظر الأسلحة الكيميائية  | ?                    | ?                       |
|             | الأمم المتحدة                 | 13 نوفمبر 1945       | 18 سبتمبر 1990          |
|             | منظمة الشرطة الجنائية الدولية | ?                    | ?                       |

## وصلات خارجية
- موقع وزارة الخارجية الإثيوبية